# Ciao, Italia! - Live from Italy
Ciao, Italia! - Live from Italy è un videoconcerto di Madonna del 1988.

## Descrizione
Come viene palesato fin dal titolo, l'opera documenta soprattutto il concerto della cantante tenuto in Italia il 4 settembre 1987, allo stadio Comunale di Torino, durante il Who's That Girl Tour; a esso sono inframezzati alcuni spezzoni tratti da altri due concerti di Madonna dello stesso anno, ovvero l'altra tappa italiana al Comunale di Firenze del 6 settembre successivo, conclusiva dell'intero tour, e quella al Korakuen Stadium di Tokyo del 22 giugno precedente.
Pubblicato originariamente nel 1988 in LaserDisc e VHS, è stato successivamente riedito in DVD nel 1999.

## Tracce
1. Open Your Heart – 5:04
2. Lucky Star – 4:19
3. True Blue – 4:45
4. Papa Don't Preach – 6:08
5. White Heat – 7:12
6. Causing a Commotion – 4:45
7. The Look of Love – 5:02
8. Dress You Up – 3:51
9. Material Girl – 3:57
10. Like a Virgin – 4:51
11. Where's the Party – 5:20
12. Live to Tell – 8:51
13. Into the Groove – 6:11
14. La Isla Bonita – 4:33
15. Who's That Girl – 4:02
16. Holiday – 6:34